# Людвіково (Плонський повіт)
Людвіково (пол. Ludwikowo) — село в Польщі, у гміні Йонець Плонського повіту Мазовецького воєводства.
Населення — 104 особи (2011).
У 1975-1998 роках село належало до Цехановського воєводства.

## Демографія
Демографічна структура станом на 31 березня 2011 року:
|          | Загалом | Допрацездатний вік | Працездатний вік | Постпрацездатний вік |
| -------- | ------- | ------------------ | ---------------- | -------------------- |
| Чоловіки | 54      | 15                 | 33               | 6                    |
| Жінки    | 50      | 12                 | 29               | 9                    |
| Разом    | 104     | 27                 | 62               | 15                   |